# دايوت أوباميكانو
دايوتشانكول أوزوالد أوباميكانو (بالفرنسية: Dayotchanculle Oswald Upamecano)‏ (27 أكتوبر 1998 فرنسا - ) و‌يعرف إختصارًا ب‍دايوت أوباميكانو (بالفرنسية: Dayot Upamecano)‏، هو لاعب كرة قدم فرنسي، يلعب ك‍مدافع مع نادي بايرن ميونخ الألماني.

## وصلات خارجية
دايوت أوباميكانو على موقع الاتحاد الدولي (مؤرشف)  (الإنجليزية)
- دايوت أوباميكانو على موقع الاتحاد الأوربي (الإنجليزية)
- دايوت أوباميكانو على موقع إي إس بي إن إف سي (الإنجليزية)
- دايوت أوباميكانو على موقع قاعدة بيانات كرة القدم.إي يو (الإنجليزية)
- دايوت أوباميكانو على موقع ليكيب (الفرنسية)
- دايوت أوباميكانو على موقع ناشيونال فوتبول تيمز (الإنجليزية)
- دايوت أوباميكانو على موقع Soccerbase.com (لاعب) (الإنجليزية)
- دايوت أوباميكانو على موقع Soccerway.com (الإنجليزية)
- دايوت أوباميكانو على موقع عالم كرة القدم.نت (الإنجليزية)
- دايوت أوباميكانو على موقع كووورة